# 3407-es mellékút (Magyarország)
A 3407-es számú mellékút egy bő 23 kilométeres hosszúságú, négy számjegyű mellékút Hajdú-Bihar vármegye középső-déli részén; Nádudvartól húzódik Kabán át Földesig.

## Nyomvonala
Nádudvar központjának keleti részén ágazik ki a 3406-os útból, annak a 700-as méterszelvénye közelében, dél felé. Kabai út néven húzódik a belterület déli széléig, amit bő egy kilométer után hagy maga mögött, majd délkeleti irányba kanyarodik. Hamarosan keleti irányból mellésimul a ma már csak iparvágányként üzemelő egykori Kaba–Nádudvar-vasútvonal, a folytatásban több kilométeren át egymás mellett húzódnak, együtt lépik át Nádudvar határát is, az út 5+750-es kilométerszelvénye közelében.
Kaba határai között folytatódik; 8,5 kilométer megtétele után keresztezi a vasút vágányait, ami ezután eltávolodik tőle. 9,6 kilométer után éri el azt a felüljárót, amellyel a 4-es főút és a Budapest–Záhony-vasútvonal felett is áthalad, a főúttal egy negyedkörívet formázó nyomvonalú átkötő út, a 34 601-es számú mellékút kapcsolja össze. Kaba lakott területét nyugat felől elkerülve húzódik tovább; a 11. és 12. kilométerei között elhalad az egykori cukorgyár épületegyüttese közelében, majd kiágazik belőle nyugat felé egy számozatlan mellékút, mely a 4-es főútig vezet és minden bizonnyal a cukorgyár forgalmának kiszolgálására létesült.
Kevéssel a 14. kilométere előtt – már Kaba központjától délre – keresztezi a 4801-es utat, annak 800-as méterszelvénye közelében, majd bő egy kilométerrel arrébb egy elágazáshoz ér: észak-északnyugati irányban a 4802-es út ágazik ki belőle, maga a 3407-es pedig dél-délkelet felé folytatódik. Hamarosan átlépi Tetétlen határát, e községen a Kossuth utca nevet viselve húzódik végig, körülbelül a 17. és 18. kilométerei között.
19,8 kilométer után lépi át Földes határát, a belterület északi szélét pedig nagyjából 21,7 kilométer megtételét követően éri el. Települési neve előbb Északi sor utca, majd Rákóczi utca, így húzódik a község központjáig. Így is ér véget, beletorkollva a 4805-ös útba, annak a 29+700-as kilométerszelvénye közelében.
Teljes hossza, az országos közutak térképes nyilvántartását szolgáló kira.kozut.hu adatbázisa szerint 23,023 kilométer.

## Története
A Google Utcakép felvételei alapján úgy tűnik, hogy kabai elkerülő szakasza korábban a 48 103-as útszámot viselhette; az ottani felvételeken a 3407-es útszámmal Kaba területén az az út van megjelölve, amely végighúzódik a városon, annak főutcájaként.

## Települések az út mentén
- Nádudvar
- Kaba
- Tetétlen
- Földes